# Herman Hall
Herman Teodor Hall, född 6 oktober 1837 i Stensholms Pappersbruk i Hakarps församling i Jönköpings län, död 28 juni 1883 i Jönköpings Sofia församling, var en svensk boktryckare, tidningsman och förläggare.
Herman Hall var son till pappersmakaregesällen Per Johan Hall och Ingrid Sara Björkman. Han bedrev från 1863 förlag och tryckeri i Jönköping, med utgivning av produkter med kristet innehåll, bland annat sånghäften, texter för söndagsskolor och traktater. 1865 grundade han Jönköpings-Posten som i dag ingår i Hall Media vilken fått sitt namn efter Herman Hall. Han startade också tryckerier i Vetlanda, Kristinehamn och Stockholm. Verksamheten blev så småningom Hall övermäktig och vänner inom väckelserörelsen gick in, räddade verksamheten och bildade 1874 Herman Halls Boktryckeri AB.
Han var gift med Hedvig Kristina Vilhelmina Nylander (1842–1906). De hade barnen Erik Daniel Hall (1866–1926), Karl Vilhelm Hall (1868–1909), Anna Elisabet Ljungberg (1870–1927), Elin Maria Sjöberg (1872–1946), Albert Teodor (född 1875), Bror Natanael (född 1877), Gerda Agnes Karolina Hall (1879–1940) och Rut Frideborg Hall (1882–1903).